# Kálmán Szepesi
Kálmán Szepesi, född 13 januari 1930 i Ozd, Kungariket Ungern, död 29 November 1992, var en ungersk bordtennisspelare. 
Szepesi började sin idrottskarriär som elit fotbollsspelare för att sedan övergå till bordtennis efter skador på båda knän. Han blev tvåfaldig världsmästare i bordtennis, första gången 1952 i lag och andra gången 1955 i mixed dubbel.
Han spelade sitt första VM 1950 och 1957, 8 år senare sitt 8:e och sista. Under sin karriär tog han 5 medaljer i bordtennis-VM, 2 guld, 2 silver och 1 brons.

## Meriter
- VM i bordtennis
  - 1950 i Budapest
    - kvartsfinal dubbel

  - 1951 i Wien
    - 2:a plats med det ungerska laget

  - 1952 i Bombay
    - 1:a plats med det ungerska laget

  - 1953 i Bukarest
    - 2:a plats med det ungerska laget

  - 1955 i Utrecht
    - 1:a plats mixed dubbel (med Éva Kóczián)
    - 3:e plats med det tjeckoslovakiska laget